# Сплющенная стеромфала
Сплющенная стеромфала (лат. Steromphala divaricata) — вид морских брюхоногих моллюсков из семейства волчков (Trochidae).
Распространена у побережья Португалии, в Средиземном, Адриатическом и Чёрном морях. В Чёрном море встречается вдоль всех берегов в прибрежной полосе на камнях и водорослях.
Раковина волчкообразной формы, толстостенная, с шестью — семью слабо выпуклыми оборотами, разделёнными мелким швом. Скульптура состоит из узких спиральных рёбрышек, разделённых промежутками, примерно равными им по ширине.
Рисунок состоит из карминово-красных точек на жёлтом или оливковом фоне. Высота раковины до 23 мм, ширина — до 19 мм.
Питается молодой порослью водорослей и плёнкой из микроорганизмов, которую соскрёбывает с камней[прояснить].